# Tarqui (Pastaza)

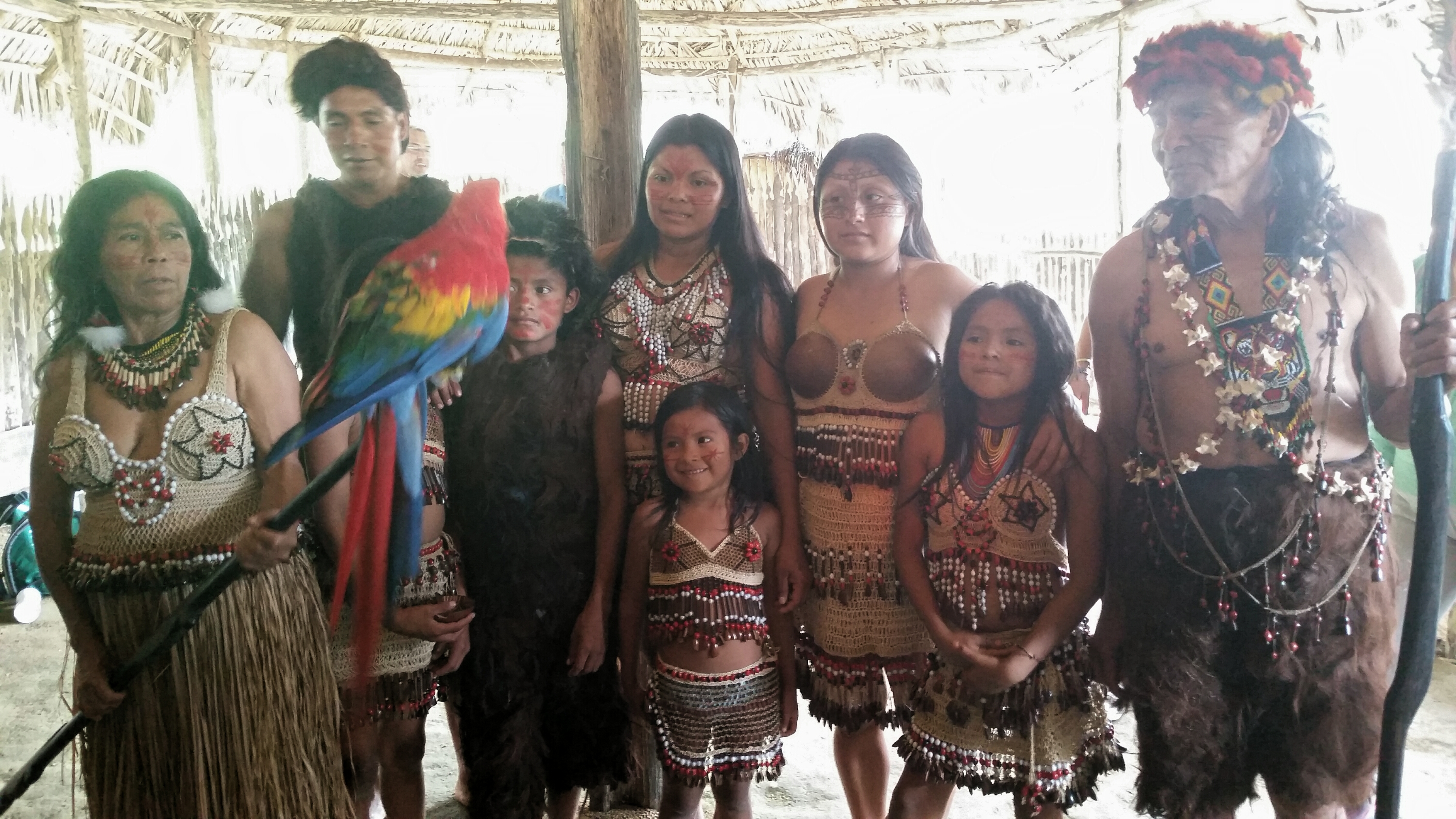
Bewohner in Coto Cocha

Tarqui ist eine Ortschaft und eine Parroquia rural („ländliches Kirchspiel“) im Kanton Pastaza der ecuadorianischen Provinz Pastaza. Die Parroquia besitzt eine Fläche von 92,99 km². Die Einwohnerzahl lag im Jahr 2010 bei 3831. Für das Jahr 2020 wurde eine Einwohnerzahl von 5512 berechnet. In dem Gebiet leben Angehörige der indigenen Volksgruppen Kichwa de la Sierra, Andwa, Shuar und Achuar.

## Lage
Die Parroquia Tarqui liegt in der vorandinen Zone am Rande des Amazonasbeckens. Das Gebiet liegt in Höhen zwischen 840 m und 1100 m. Der etwa 920 m hoch gelegene Hauptort befindet sich 4 km südlich vom Stadtzentrum der Provinzhauptstadt Puyo. Die Parroquia Tarqui umfasst die südlichen Vororte von Puyo. Der Río Pindo Grande trennt die Parroquia von Puyo. Der Fluss fließt nach Südosten und mündet in den Río Puyo, der im Anschluss entlang der Verwaltungsgrenze die Parroquia im Nordosten, im Osten und im Südosten umfließt. Der Río Pastaza verläuft etwa 7 km westlich der Parroquia nach Süden.
Die Parroquia Tarqui grenzt im Norden an die Parroquia Puyo, im Osten an die Parroquia Veracruz, im Südosten an die Parroquia Pomona, im Süden und im Westen an die Parroquia Madre Tierra (Kanton Mera) sowie im äußersten Nordwesten an die Parroquia Mera (ebenfalls im Kanton Mera).

## Orte und Siedlungen
Der Hauptort (cabecera parroquial) Tarqui ist in die Barrios El Placer, Plaza Aray und Salomé sowie in die Comunidad Sector Desarrollo Familiar gegliedert. Daneben gibt es in der Parroquia folgende 21 Comunidades:
- Amazanga
- Bellavista
- Campo Alegre
- Chingusimi
- Chorreras
- Chuwa Urku
- Coto Cocha
- Dos Ríos
- Huagra Yaku
- Ilopungo
- Iwia
- Mushuk Warmi
- Nuevo Mundo
- Putuimi
- Río Chico
- Rosario Yaku
- San Jacinto
- San José
- San Pedro
- Vencedores
- Wamak Urku

## Geschichte
Die Parroquia Tarqui wurde am 25. April 1955 gegründet (Registro Oficial N° 800).